# Bozen-Meraner Bahn
La kaiserlich-königliche privilegierte Bozen–Meraner Bahn (BMB) era una società ferroviaria privata della Monarchia austro-ungarica esercente la linea ferroviaria Bolzano–Merano.

## Storia
Nel 1881 la società iniziò l'esercizio della linea attivata il 5 ottobre 1881. La modesta dotazione di rotabili comprendeva inizialmente tre locotender a tre assi accoppiati e una, a due assi accoppiati, acquistata usata oltre ad un piccolo numero di carri e carrozze. Tra 1891 e 1905 vennero acquistate ulteriori cinque macchine e nuove carrozze passeggeri in ragione dell'aumento di traffico.
Dal 1º luglio 1906 l'esercizio della linea venne assunto dallo stato kkStB e nello stesso frangente venne attivato il proseguimento della ferrovia fino a Malles. Le locomotive vennero rimarcate e inserite nei gruppi, kkStB 294 (le ex-BMB 1-2 e 5-10) e kkStB 397 (la ex-BMB 3). Venne anche aumentata la dotazione di locomotive immettendo nel parco 7 locotender kkStB 178 a quattro assi accoppiati. A causa di un incidente ferroviario avvenuto a Coldrano il 23 luglio 1906 la kkStB 178.31 venne riparata ma trasferita in Boemia riducendo a sei unità il contingente di locomotive del gruppo.

## Materiale rotabile
| 1–2I  | 1881        | Krauss          | C | cedute nel 1882 alla ÖLEG |
| 1–2II | 1882        | Krauss          | C |                           |
| 3     | 1881        | Wiener Neustadt | C |                           |
| 4     | 1873        | ?               | B | ex Etsch-Regulierung      |
| 5–10  | 1891...1905 | Krauss          | C |                           |